# Roger-Jean Le Nizerhy
Roger-Jean Le Nizerhy (Parigi, 3 dicembre 1916 – Créteil, 28 gennaio 1999) è stato un pistard francese.

## Palmarès
Olimpiadi
- 1 medaglia:
  - 1 oro (inseguimento a squadre a Berlino 1936)